# Pseudolus
Pseudolus o L'enredaire és una de les més cèlebres comèdies de Plaute protagonitzada per un esclau astut i mentider (Pseudolus ve del grec <ψευδω= enganyar) que esdevindria un estereotip literari. Fou representada per primera vegada l'any 191 aC i constitueix un dels primers exemples de literatura romana.
Té una trama tòpica en què el motiu central és l'engany que Pseudolus teixeix contra l'alcavot, per prendre-li una cortesana que estima el seu amo i que ha estat venuda a un soldat.

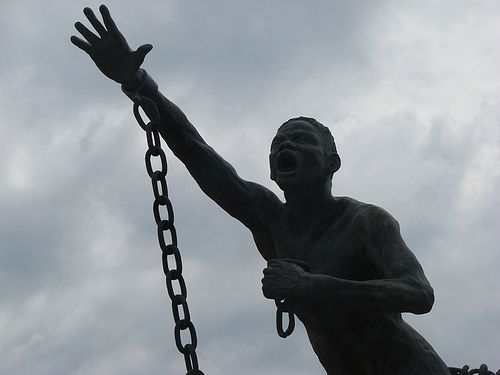
Sovint els esclaus eren protagonistes a les obres de Plaute

## Argument
El jove Cal·lídor estima apassionadament Fenícia, una cortesana que pertany al proxeneta Balió, però Cal·lídor no disposa dels diners necessaris per rescatar-la i esbrina per una carta de la mateixa Fenícia que ha estat venuda per vint mines a un soldat, el qual ja n'havia pagat quinze a compte i les cinc restants les havia de lliurar un missatger del soldat. El termini per pagar els diners precisament acaba aquell mateix dia. Desesperat Cal·lídor demana ajut al seu esclau Pseudolus, que li promet robar-li la cortesana al proxeneta o aconseguir les vint mines necessàries per comprar-la. Per complicar-ho tot una mica més, Pseudolus aposta amb Simó (pare de Cal·lídor) que aconseguirà la noia al seu fill. Després d'una sèrie de complexes maniobres i peripècies, arriba el final: el jove aconsegueix la seva estimada i l'esclau enredaire guanya l'aposta, mentre que el proxeneta i el soldat resulten burlats.

## Adaptacions
- Golfus de Roma - Gran part de l'argument d'aquesta pel·lícula i la majoria dels personatges estan inspirats en el Pseudolus.
- El soldat i la ballarina, òpera de Bohuslav Martinů basada en aquesta obra.